# Новоівановський
Новоіва́новський (рос. Новоивановский) — селище у складі Чебулинського округу Кемеровської області, Росія.

## Населення
Населення — 1333 особи (2010; 1154 у 2002).
Національний склад (станом на 2002 рік):
- росіяни — 92 %